# SK Doppelbauer Kiel
Der SK Doppelbauer Kiel von 1910 e. V. (vorm auch Turm Kiel) ist ein Kieler Schachverein, dessen erste Herrenmannschaft in der ersten Bundesliga spielt. Der Verein ist aus der Fusion des SK Doppelbauer Kiel e. V. und der SG Turm Kiel von 1910 e. V. entstanden. Die erste Frauenmannschaft spielt in der 2. Frauenbundesliga und die erste Jugendmannschaft spielte bis 2020 in der Jugendbundesliga.

## Geschichte

### Turm Kiel von 1910
Der Verein wurde 1910 von Arbeitern im Süden von Kiel gegründet. 1933 wurde die Schachgemeinschaft von den Nationalsozialisten verboten. 1951 fand die Wiedergründung des Vereins als Schachverein Kiel–Ost von 1910 statt, 1953 schloss man sich mit dem Verein Kiel-Süd zum Schachverein Kiel Süd–Ost von 1910 zusammen. Auf Grund zahlreicher Aktivisten der DKP, die damals dem Verein angehörten, spalteten sich einige Spieler von dem Verein und damit von der politischen Ausrichtung des Klubs ab und gründeten die SG Turm Kiel. In der Saison 2017/18 schloss der Verein die Saison in der 2. Schachbundesliga Nord als Meister ab und stieg somit in die oberste deutsche Spielklasse auf.

### SK Doppelbauer Kiel
Der SK Doppelbauer Kiel e. V. wurde am 8. Juni 2004 in Kiel gegründet. Nach der Gründung hatte der Verein einen Schwerpunkt im Jugend- und Frauenbereich, er spielte von 2006 bis 2008 sowie in den Saisons 2015/16 und 2017/18 in der 1. Frauenbundesliga. Für die gute Öffentlichkeitsarbeit erhielt der Verein und die Erfolge im Spitzenschach in den Jahren 2007 und 2014 den Titel „Verein des Jahres“ des Schachverbandes Schleswig-Holstein.

### Nach dem Zusammenschluss
Im September 2020 beschlossen die Mitgliederversammlungen der SG Turm Kiel von 1910 und des SK Doppelbauer Kiel die Verschmelzung beider Vereine zum SK Doppelbauer Kiel von 1910 e. V. (vorm auch Turm Kiel).

## Schachbundesliga
Der Verein spielt seit der Saison 2018/19 in der Schachbundesliga. Der größte Erfolg war bislang der 5. Platz in der Saison 2021/22.
Der Kader der ersten Mannschaft im allgemeinen Spielbetrieb des SK Doppelbauer Kiels (Stand: Mai 2024):
- GM Kirill Alexejenko (Elo: 2679)
- GM Iwan Tscheparinow (Elo: 2638)
- GM Anton Demtschenko (Elo: 2609)
- GM Jonas Buhl Bjerre (Elo: 2653)
- GM Daniil Juffa (Elo: 2617)
- GM Constantin Lupulescu (Elo: 2588)
- IM Paweł Teclaf (Elo: 2568)
- GM Szymon Gumularz (Elo: 2594)
- GM David Gavrilescu (Elo: 2540)
- GM Ņikita Meškovs (Elo: 2541)
- GM Jesper Søndergård Thybo (Elo: 2558)
- GM Bjorn Moller Ochsner (Elo: 2506)
- IM Marius Fromm (Elo: 2457)
- IM Jakob Leon Pajeken (Elo: 2417)
- IM Aschot Parwanjan (Elo: 2414)
- FM Magnus Arndt (Elo: 2388)
- FM Daniel Kopylov (Elo: 2368)
- FM Keyvan Farokhi (Elo: 2301)